# Вишнёвое (Магдалиновский район)
Вишнёвое (укр. Вишневе) — село,
Приютский сельский совет,
Магдалиновский район,
Днепропетровская область,
Украина.
Код КОАТУУ — 1222386503. Население по переписи 2001 года составляло 18 человек.

## Географическое положение
Село Вишнёвое находится на расстоянии в 1 км от сёл Приют и Новоспасское.
Через село протекает большой ирригационный канал.